# Christine Prinslooová
Christine Seraphine „Chris“ Prinslooová (nepřechýleně Prinsloo; * 3. května 1952) je bývalá zimbabwská pozemní hokejistka, členka týmu, který v roce 1980 na olympijských hrách v Moskvě vybojoval zlaté medaile. V turnaji nastoupila ve všech pěti utkáních.